# Melvin Méndez Acevedo
Melvin Méndez Acevedo (17 de noviembre de 1974) es un deportista puertorriqueño que compitió en judo. Ganó dos medallas de bronce en el Campeonato Panamericano de Judo en los años 1997 y 2004.
Participó en tres Juegos Olímpicos de Verano entre los años 1996 y 2004, sus mejores actuaciones fueron  dos decimoterceros puestos logrados en Atlanta 1996 y Sídney 2000.

## Palmarés internacional
| Campeonato Panamericano | Campeonato Panamericano       | Campeonato Panamericano | Campeonato Panamericano |
| Año                     | Lugar                         | Medalla                 | Categoría               |
| ----------------------- | ----------------------------- | ----------------------- | ----------------------- |
| 1997                    | Guadalajara (México)          | Medalla de bronce       | –65 kg                  |
| 2004                    | Isla de Margarita (Venezuela) | Medalla de bronce       | –66 kg                  |